# De strijkster
De strijkster is een schilderij van de Belgische kunstschilder en beeldhouwer Rik Wouters uit 1912. Het is een van de bekendste werken van de kunstenaar en behoort tot de collectie van het Koninklijk Museum voor Schone Kunsten Antwerpen. Het museum kocht het in 1923 van de Galerie van Georges Giroux.

## Context
Wouters, die opgeleid was als beeldhouwer, was als kunstschilder autodidact. Hij bewonderde het werk van Paul Cézanne, Pierre-Auguste Renoir, Vincent van Gogh en James Ensor. Hij vond zijn inspiratie vooral in het leven dat zich rondom hem afspeelde. Vooral zijn vrouw, muze en grote liefde Nel (Hélène Duerinckx, 1886-1971) werd veelvuldig door hem geportretteerd, slapend, ziek, terwijl ze zich aankleedde of tijdens huiselijke bezigheden, zoals in hier tijdens het strijken. Als impressionist zag hij de verbeelding van die alledaagse, voorbijgaande werkelijkheid als een constante uitdaging. Alle aspecten van het leven dat zich rondom hem afspeelde, schilderde, boetseerde en tekende hij.

## Beschrijving
Het schilderij toont de vrouw van Wouters, Nel, in hun huis te Bosvoorde. Liefdevol glimlachend kijkt ze even op naar haar schilderende echtgenoot, terwijl ze gewoon doorgaat met haar strijkwerk, alsof ze geen tijd heeft voor iets anders. Het prozaïsche onderwerp is direct ontleend aan het dagelijkse leven, maar krijgt bij Wouters iets vreugdevols, vol schittering en kleur. Zij is de blikvanger van het schilderij. Links van haar staat de mand met strijkgoed. Het schilderij toont de warmte en het licht in het huis van de kunstenaar. Hij schilderde voorwerpen die het intense licht vangen en weerkaatsen zoals een koperen lamp, een vaas met bloemen en een glazen stolp op de schouw. Het schilderij lijkt snel, schetsmatig uitgewerkt, in een snelle penseelstreek, met de uitstraling van een aquarel. Sommige stukjes van het doek zijn niet eens door verf bedekt. In het luminose en vrolijke kleurenspel onderscheiden we subtiele variaties van blauwen, zacht geel, verbleekt roze en watergroen, evenwichtig gearrangeerd.Het gaat hem om het totaalbeeld, als weerspiegeling van zijn kleine geluk met Nel, dat hij zo mooi maakt als hij het voelt.
Het jaar 1912, toen het schilderij ontstond, was een vruchtbaar en voorspoedig jaar voor hem, waarin hij erkenning vond en een lucratief contract afsloot met kunsthandelaar Georges Giroux. Korte tijd later werd hij terminaal ziek. Hij kreeg tumoren in zijn kaakholte en kwam na een zwaar ziekbed in 1916 te overlijden.